# Deutscher Verband für Leichtathletik der DDR
Deutscher Verband für Leichtathletik der DDR (DVfL) war der Dachverband aller Leichtathletikvereine der DDR.

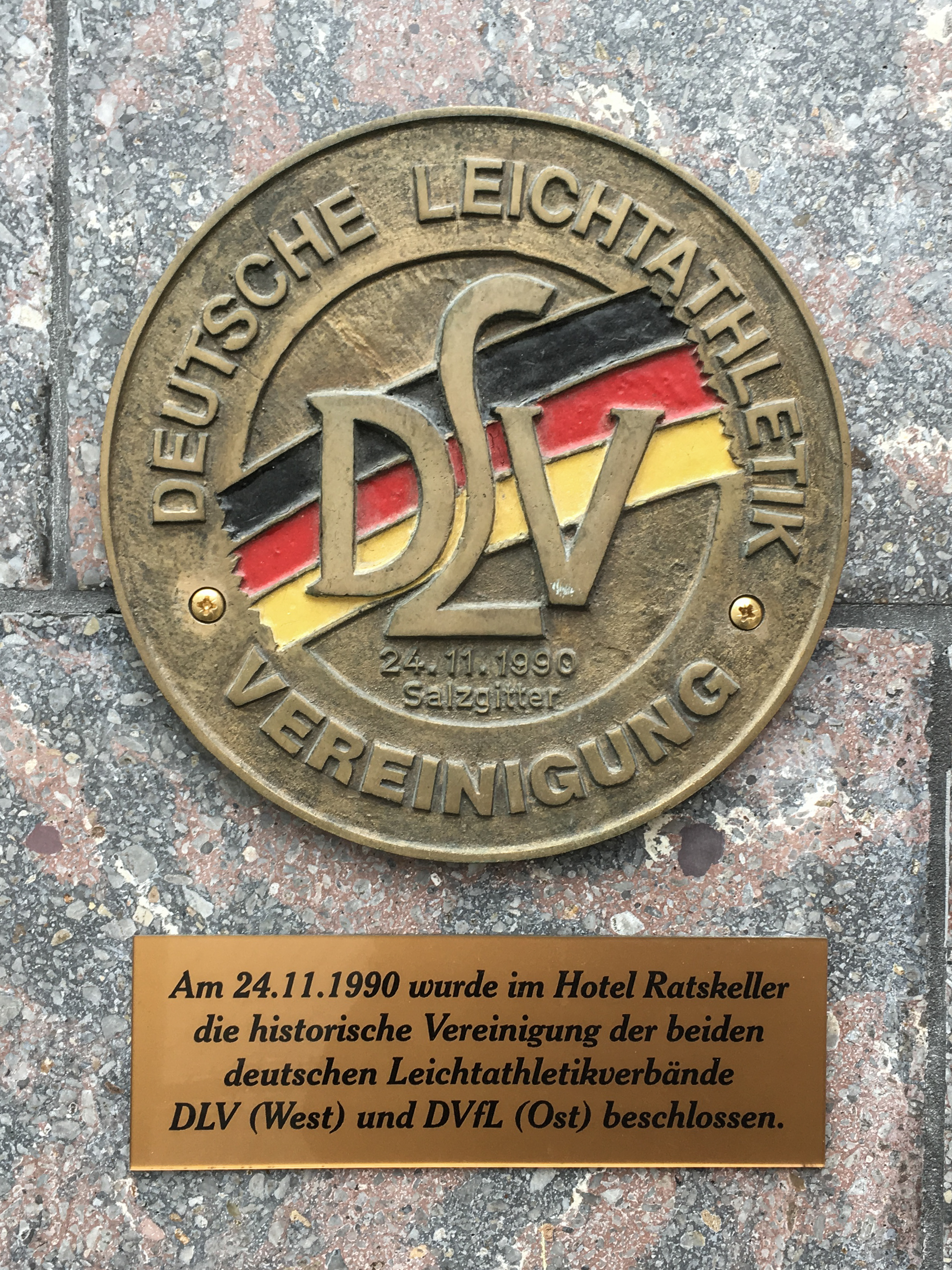
Gedenktafel am Ratskeller in Salzgitter-Bad zur Vereinigung von DLV und DVfL

Nach Umbildung der Sektion Leichtathletik im Deutschen Sportausschuß (DS) und dessen Auflösung wurde am 17. Mai 1958 in Leipzig der Deutsche Verband für Leichtathletik (DVfL) gegründet. Der DVfL kündigte gleichzeitig die bis dahin geführten gesamtdeutschen Rekordlisten auf und trat dem Deutschen Turn- und Sportbund (DTSB) bei.
Bei den Olympischen Sommerspielen 1960 in Rom und den Olympischen Sommerspielen 1964 in Tokio trat jeweils noch eine gesamtdeutsche Mannschaft an. 1964 wurde der DVfL als selbständiges Mitglied in die IAAF aufgenommen. 1988 fand in Düsseldorf der einzige Länderkampf BRD – DDR statt. Bei den Leichtathletik-Europameisterschaften 1990 in Split traten letztmals zwei getrennte deutsche Mannschaften an.
Am 24. November 1990 löste sich der DVfL in Magdeburg auf. Am gleichen Tag wurden auf einem DLV-Verbandstag in Salzgitter die Landesverbände aus den fünf neuen Bundesländern in den DLV aufgenommen.

## Leitung des Verbandes
Präsidenten:
- 1958–1959: Erhard Schoeber
- 1959–1990: Georg Wieczisk, gleichzeitig Mitglied des NOK der DDR
- 1990: Gerd Schröter